# Rezerwat przyrody Krzemieńskie Źródliska
Rezerwat przyrody Krzemieńskie Źródliska – rezerwat przyrody nieożywionej o powierzchni 75,94 ha, utworzony 29 października 2007, w województwie zachodniopomorskim, w powiecie stargardzkim, w gminie Ińsko, na północno-wschodnim brzegu jeziora Krzemień, 1 km na południowy zachód od Ciemnika, po zachodniej stronie drogi wojewódzkiej Recz-Ińsko. W rezerwacie przyrody znajduje się małe jezioro Chotom, a północno-zachodnim skrajem rezerwatu, z jeziora Krzemień wypływa rzeka Ina.
Celem ochrony jest zachowanie źródlisk z rzadkimi zespołami roślinnymi i ostoi fauny.
Rezerwat położony jest na terenie Ińskiego Parku Krajobrazowego oraz w granicach dwóch obszarów sieci Natura 2000: obszaru specjalnej ochrony ptaków „Ostoja Ińska” PLB 320008 oraz obszaru siedliskowego „Pojezierze Ińskie” PLH320067.
Według obowiązującego planu ochrony ustanowionego w 2013 roku (z późniejszymi zmianami), poszczególne fragmenty rezerwatu objęte są ochroną ścisłą (37,29 ha) lub czynną (38,65 ha).